# Traktat akcesyjny (2011)

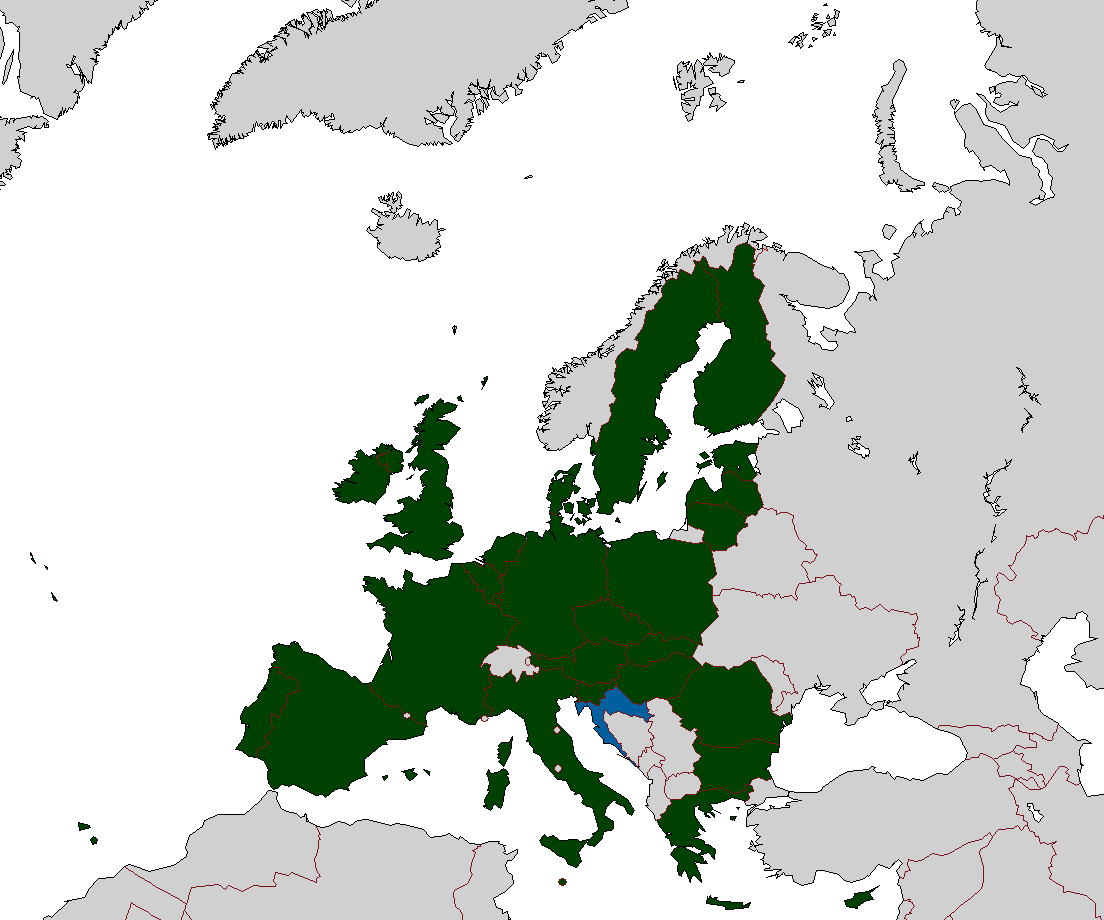
Unia Europejska i Chorwacja

Traktat akcesyjny (2011) – traktat, który został podpisany 9 grudnia 2011 roku w Brukseli, będący prawną podstawą przystąpienia (akcesji) Chorwacji do Unii Europejskiej. 
Wydarzenie to było jednym z najważniejszych akcentów polskiej prezydencji w Radzie UE.
Zgodnie z przyjętą zasadą traktat ten musiał zostać poddany głosowaniu w referendum w samej Chorwacji. Oprócz niezbędnej ratyfikacji przez państwa członkowskie, zgodnie z ich wymogami konstytucyjnymi, wymagana jest zgoda Parlamentu Europejskiego (PE). Jest to pierwszy traktat prawa pierwotnego Unii Europejskiej, który ratyfikowany został przez PE. Uprawnienia te Parlament zyskał wraz z Traktatem z Lizbony. Dotychczas zgoda PE była tylko formą opinii. Głosowanie plenarne w Parlamencie Europejskim odbyło się 1 grudnia 2011. Wniosek, aby Parlament wyraził zgodę na włączenie Chorwacji do Unii Europejskiej został przyjęty większością 564 głosów.
Proces ratyfikacji Traktatu został zakończony w czerwcu 2013, umożliwiając tym samym członkostwo Chorwacji w Unii Europejskiej z dniem 1 lipca 2013.